# Pruniers-en-Sologne
Pruniers-en-Sologne is een gemeente in het Franse departement Loir-et-Cher (regio Centre-Val de Loire) en telde op 1 januari 2022 2.281 inwoners..
De plaats maakt deel uit van het arrondissement Romorantin-Lanthenay en sinds 22 maart 2015 van het kanton Selles-sur-Cher toen op die dag het kanton Romorantin-Lanthenay-Sud werd opgeheven.

## Geografie
De oppervlakte van Pruniers-en-Sologne bedroeg op 1 januari 2022 43,84 vierkante kilometer; de bevolkingsdichtheid was toen 52 inwoners per km².
De onderstaande kaart toont de ligging van Pruniers-en-Sologne met de belangrijkste infrastructuur en aangrenzende gemeenten.

## Verkeer en vervoer
In de gemeente ligt spoorwegstation Les Quatre-Roues. Het station Pruniers, echter, ligt in de aangrenzende gemeente Gièvres. Op de grens van beide gemeenten ligt het Aérodrome de Romorantin - Pruniers.

## Demografie
Onderstaande figuur toont het verloop van het inwonertal (bron: INSEE-tellingen).

Billy · La Chapelle-Montmartin · Châtres-sur-Cher · Gièvres · Gy-en-Sologne · Langon · Lassay-sur-Croisne · Maray · Mennetou-sur-Cher · Mur-de-Sologne · Orçay · Pruniers-en-Sologne · Saint-Julien-sur-Cher · Saint-Loup · Selles-sur-Cher · Theillay · Villefranche-sur-Cher